# Olympische Sommerspiele 1964/Turnen
Bei den XVIII. Olympischen Sommerspielen 1964 in Tokio fanden 14 Wettbewerbe im Gerätturnen statt, davon acht für Männer und sechs für Frauen. Austragungsort war die Tōkyō Taiikukan („Sporthalle der Präfektur Tokio“) im Bezirk Shibuya.
Wie schon vier Jahre zuvor wurden die Mannschaftswertung und die Einzelwertung im Mehrkampf gemeinsam ausgetragen. Gleichzeitig diente der Mehrkampf als Qualifikation für die Gerätefinals mit jeweils sechs Teilnehmern.

## Bilanz

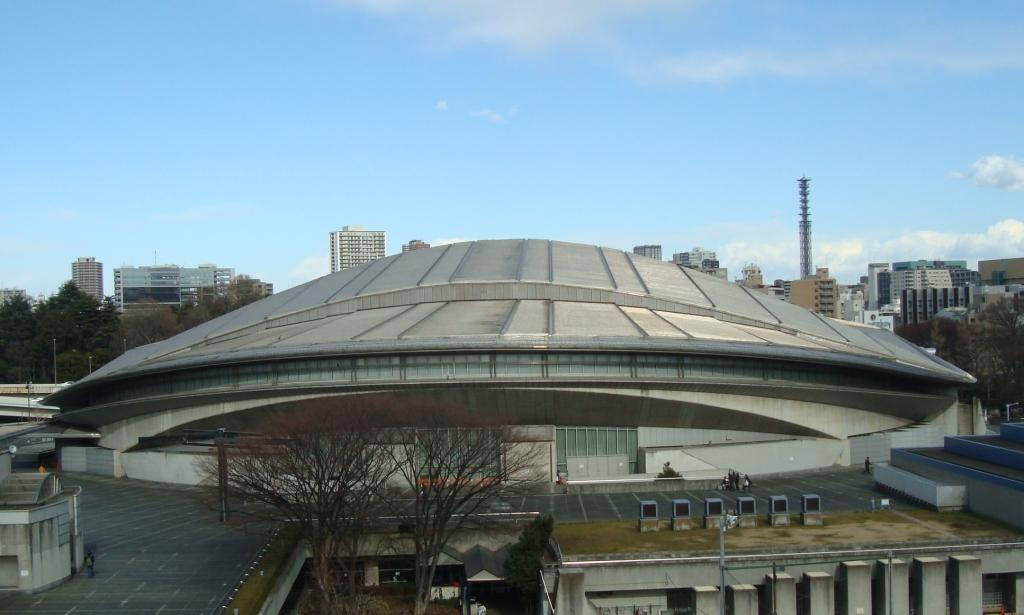
Tōkyō Taiikukan

### Medaillenspiegel
| Platz | Land             | Gold | Silber | Bronze | Gesamt |
| ----- | ---------------- | ---- | ------ | ------ | ------ |
| 1     | Japan            | 5    | 4      | 1      | 10     |
| 2     | Sowjetunion      | 4    | 10     | 5      | 19     |
| 3     | Tschechoslowakei | 3    | 1      | –      | 4      |
| 4     | Italien          | 1    | 1      | 1      | 3      |
| 5     | Jugoslawien      | 1    | –      | 1      | 2      |
| 6     | Deutschland      | –    | 1      | 1      | 2      |
| 6     | Ungarn           | –    | 1      | 1      | 2      |
| 8     | Finnland         | –    | –      | 1      | 1      |

### Medaillengewinner
| Konkurrenz           | Gold                                                                                         | Silber                                                                                       | Bronze                                                                             |
| -------------------- | -------------------------------------------------------------------------------------------- | -------------------------------------------------------------------------------------------- | ---------------------------------------------------------------------------------- |
| Mannschaftsmehrkampf | Yukio Endō, Takuji Hayata, Takashi Mitsukuri, Takashi Ono, Shūji Tsurumi, Haruhiro Yamashita | Sergei Diomidow, Wiktor Leontjew, Wiktor Lissizki, Boris Schachlin, Juri Titow, Juri Zapenko | Siegfried Fülle, Philipp Fürst, Günter Lyhs, Erwin Koppe, Klaus Köste, Peter Weber |
| Einzelmehrkampf      | Yukio Endō                                                                                   | Wiktor Lissizki Boris Schachlin Shūji Tsurumi                                                | –                                                                                  |
| Barren               | Yukio Endō                                                                                   | Shūji Tsurumi                                                                                | Franco Menichelli                                                                  |
| Bodenturnen          | Franco Menichelli                                                                            | Yukio Endō Wiktor Lissizki                                                                   | –                                                                                  |
| Pferdsprung          | Haruhiro Yamashita                                                                           | Wiktor Lissizki                                                                              | Hannu Rantakari                                                                    |
| Reck                 | Boris Schachlin                                                                              | Juri Titow                                                                                   | Miroslav Cerar                                                                     |
| Ringe                | Takuji Hayata                                                                                | Franco Menichelli                                                                            | Boris Schachlin                                                                    |
| Seitpferd            | Miroslav Cerar                                                                               | Shūji Tsurumi                                                                                | Juri Zapenko                                                                       |

| Konkurrenz           | Gold | Silber | Bronze                                                                              |
| -------------------- | --- | --- | ----------------------------------------------------------------------------------- |
| Mannschaftsmehrkampf | Polina Astachowa, Ljudmila Gromowa, Larissa Latynina, Tamara Manina, Alena Waltschezkaja, Tamara Samotailowa | Věra Čáslavská, Mária Krajčírová, Jána Posnerová, Hana Růžičková, Jaroslava Sedláčková, Adolfína Tkačíková | Toshiko Aihara, Ginko Chiba, Keiko Ikeda, Taniko Nakamura, Kiyoko Ono, Hiroko Tsuji |
| Einzelmehrkampf      | Věra Čáslavská                                                                                               | Larissa Latynina                                                                                           | Polina Astachowa                                                                    |
| Bodenturnen          | Larissa Latynina                                                                                             | Polina Astachowa                                                                                           | Anikó Ducza-Jánosi                                                                  |
| Pferdsprung          | Věra Čáslavská                                                                                               | Larissa Latynina Birgit Radochla                                                                           | –                                                                                   |
| Schwebebalken        | Věra Čáslavská                                                                                               | Tamara Manina                                                                                              | Larissa Latynina                                                                    |
| Stufenbarren         | Polina Astachowa                                                                                             | Katalin Makray                                                                                             | Larissa Latynina                                                                    |

## Ergebnisse Männer

### Mannschaftsmehrkampf
| Platz | Land | Sportler | Punkte |
| ----- | ---- | --- | ------ |
| 1     | JPN  | Yukio Endō, Takuji Hayata, Takashi Mitsukuri, Takashi Ono, Shūji Tsurumi, Haruhiro Yamashita                     | 577,95 |
| 2     | URS  | Sergei Diomidow, Wiktor Leontjew, Wiktor Lissizki, Boris Schachlin, Juri Titow, Juri Zapenko                     | 575,45 |
| 3     | EUA  | Siegfried Fülle, Philipp Fürst, Günter Lyhs, Erwin Koppe, Klaus Köste, Peter Weber                               | 565,10 |
| 4     | ITA  | Giovanni Carminucci, Pasquale Carminucci, Luigi Cimnaghi, Bruno Franceschetti, Franco Menichelli, Angelo Vicardi | 560,90 |
| 5     | POL  | Jan Jankowicz, Andrzej Konopka, Mikołaj Kubica, Wilhelm Kubica, Alfred Kucharczyk, Aleksander Rokosa             | 559,50 |
| 6     | TCH  | Pavel Gajdoš, Karel Klečka, Přemysl Krbec, Václav Kubíčka, Bohumil Mudřík, Ladislav Pazdera                      | 558,15 |
| 7     | USA  | Larry Banner, Ronald Barak, Russell Mitchell, Makoto Sakamoto, Athur Shurlock, Gregor Weiss                      | 556,95 |
| 8     | FIN  | Eugen Ekman, Kauko Heikkinen, Raimo Heinonen, Otto Kestola, Olli Laiho, Hannu Rantakari                          | 556,20 |
| 9     | HUN  | István Aranyos, Rajmund Csányi, Győző Cser, András Lelkes, Péter Sós, Lajos Varga                                | 555,70 |
| 10    | BUL  | Georgi Adamow, Todor Batschwarow, Ljuben Christow, Todor Kondew, Nikola Prodanow, Welik Kapsasow                 | 555,65 |

Datum: 18. und 20. Oktober 1964 

108 Teilnehmer aus 18 Ländern

### Einzelmehrkampf
| Platz | Land | Sportler           | Punkte |
| ----- | ---- | ------------------ | ------ |
| 1     | JPN  | Yukio Endō         | 115,95 |
| 2     | URS  | Wiktor Lissizki    | 115,40 |
| 2     | URS  | Boris Schachlin    | 115,40 |
| 2     | JPN  | Shūji Tsurumi      | 115,40 |
| 5     | ITA  | Franco Menichelli  | 115,15 |
| 6     | JPN  | Haruhiro Yamashita | 115,10 |
| 7     | YUG  | Miroslav Cerar     | 115,05 |
| 8     | JPN  | Takuji Hayata      | 114,90 |
| 9     | JPN  | Takashi Mitsukuri  | 114,80 |
| 10    | URS  | Wiktor Leontjew    | 114,50 |
|       |      |                    |        |
| 15    | EUA  | Siegfried Fülle    | 114,10 |
| 18    | EUA  | Klaus Köste        | 112,75 |
| 19    | EUA  | Erwin Koppe        | 112,45 |
| 21    | EUA  | Peter Weber        | 112,40 |
| 24    | EUA  | Philipp Fürst      | 112,25 |
| 29    | EUA  | Günter Lyhs        | 111,70 |
| 48    | SUI  | Fritz Feuz         | 110,50 |
| 65    | SUI  | Walter Müller      | 109,35 |
| 71    | SUI  | Fredy Egger        | 108,90 |
| 85    | SUI  | Gottlieb Fässler   | 107,70 |
| 90    | SUI  | Meinrad Berchtold  | 107,00 |
| 93    | SUI  | Franz Fäh          | 106,15 |

Datum: 18. und 20. Oktober 1964 

130 Teilnehmer aus 30 Ländern

### Barren
| Platz | Land                          | Sportler          | Punkte |
| ----- | ----------------------------- | ----------------- | ------ |
| 1     | JPN                           | Yukio Endō        | 19,675 |
| 2     | JPN                           | Shūji Tsurumi     | 19,450 |
| 3     | ITA                           | Franco Menichelli | 19,350 |
| 4     | URS                           | Sergei Diomidow   | 19,225 |
| 5     | URS                           | Wiktor Lissizki   | 19,200 |
| 6     | YUG                           | Miroslav Cerar    | 18,450 |
|       | Ergebnis in der Qualifikation |                   |        |
| 14    | EUA                           | Erwin Koppe       | 19,050 |
| 18    | EUA                           | Siegfried Fülle   | 19,000 |
| 18    | EUA                           | Klaus Köste       | 19,000 |
| 22    | SUI                           | Walter Müller     | 18,950 |
| 25    | EUA                           | Philipp Fürst     | 18,900 |
| 30    | EUA                           | Günter Lyhs       | 18,800 |
| 40    | EUA                           | Peter Weber       | 18,750 |
| 45    | SUI                           | Fredy Egger       | 18,650 |
| 55    | SUI                           | Fritz Feuz        | 18,550 |
| 60    | SUI                           | Franz Fäh         | 18,500 |
| 68    | SUI                           | Gottlieb Fässler  | 18,350 |
| 75    | SUI                           | Meinrad Berchtold | 18,250 |

Qualifikation: 18. und 20. Oktober 1964 

Finale der besten sechs: 22. Oktober 1964 

128 Teilnehmer aus 29 Ländern

### Bodenturnen
| Platz | Land                          | Sportler          | Punkte |
| ----- | ----------------------------- | ----------------- | ------ |
| 1     | ITA                           | Franco Menichelli | 19,450 |
| 2     | JPN                           | Yukio Endō        | 19,350 |
| 2     | URS                           | Wiktor Lissizki   | 19,350 |
| 4     | URS                           | Wiktor Leontjew   | 19,200 |
| 5     | JPN                           | Takashi Mitsukuri | 19,100 |
| 6     | URS                           | Juri Zapenko      | 18,850 |
|       | Ergebnis in der Qualifikation |                   |        |
| 12    | EUA                           | Siegfried Fülle   | 19,000 |
| 14    | EUA                           | Klaus Köste       | 18,950 |
| 18    | EUA                           | Peter Weber       | 18,850 |
| 23    | EUA                           | Günter Lyhs       | 18,750 |
| 30    | SUI                           | Fritz Feuz        | 18,650 |
| 30    | EUA                           | Philipp Fürst     | 18,650 |
| 46    | EUA                           | Erwin Koppe       | 18,450 |
| 61    | SUI                           | Fredy Egger       | 18,250 |
| 69    | SUI                           | Meinrad Berchtold | 18,100 |
| 94    | SUI                           | Gottlieb Fässler  | 17,500 |
| 100   | SUI                           | Walter Müller     | 17,350 |
| 115   | SUI                           | Franz Fäh         | 16,750 |

Qualifikation: 18. und 20. Oktober 1964 

Finale der besten sechs: 22. Oktober 1964 

130 Teilnehmer aus 30 Ländern

### Pferdsprung
| Platz | Land                          | Sportler           | Punkte |
| ----- | ----------------------------- | ------------------ | ------ |
| 1     | JPN                           | Haruhiro Yamashita | 19,600 |
| 2     | URS                           | Wiktor Lissizki    | 19,325 |
| 3     | FIN                           | Hannu Rantakari    | 19,300 |
| 4     | JPN                           | Shūji Tsurumi      | 19,225 |
| 5     | URS                           | Boris Schachlin    | 19,200 |
| 6     | JPN                           | Yukio Endō         | 19,075 |
|       | Ergebnis in der Qualifikation |                    |        |
| 7     | EUA                           | Siegfried Fülle    | 19,300 |
| 9     | SUI                           | Walter Müller      | 19,250 |
| 16    | SUI                           | Fritz Feuz         | 19,150 |
| 16    | EUA                           | Günter Lyhs        | 19,150 |
| 19    | EUA                           | Klaus Köste        | 19,100 |
| 24    | SUI                           | Fredy Egger        | 19,050 |
| 28    | EUA                           | Peter Weber        | 19,000 |
| 30    | EUA                           | Philipp Fürst      | 18,950 |
| 36    | SUI                           | Meinrad Berchtold  | 18,900 |
| 42    | SUI                           | Gottlieb Fässler   | 18,850 |
| 54    | EUA                           | Erwin Koppe        | 18,750 |
| 77    | SUI                           | Franz Fäh          | 18,650 |

Qualifikation: 18. und 20. Oktober 1964 

Finale der besten sechs: 22. Oktober 1964 

130 Teilnehmer aus 30 Ländern

### Reck
| Platz | Land                          | Sportler          | Punkte |
| ----- | ----------------------------- | ----------------- | ------ |
| 1     | URS                           | Boris Schachlin   | 19,625 |
| 2     | URS                           | Juri Titow        | 19,550 |
| 3     | YUG                           | Miroslav Cerar    | 19,500 |
| 4     | URS                           | Wiktor Lissizki   | 19,325 |
| 5     | JPN                           | Yukio Endō        | 19,050 |
| 6     | JPN                           | Takashi Ono       | 19,000 |
|       | Ergebnis in der Qualifikation |                   |        |
| 18    | EUA                           | Siegfried Fülle   | 18,950 |
| 21    | EUA                           | Klaus Köste       | 18,900 |
| 29    | EUA                           | Erwin Koppe       | 18,800 |
| 42    | EUA                           | Philipp Fürst     | 18,600 |
| 47    | EUA                           | Peter Weber       | 18,500 |
| 50    | EUA                           | Günter Lyhs       | 18,450 |
| 55    | SUI                           | Fritz Feuz        | 18,400 |
| 68    | SUI                           | Franz Fäh         | 18,200 |
| 71    | SUI                           | Meinrad Berchtold | 18,150 |
| 80    | SUI                           | Fredy Egger       | 17,700 |
| 82    | SUI                           | Gottlieb Fässler  | 17,650 |
| 86    | SUI                           | Walter Müller     | 17,550 |

Qualifikation: 18. und 20. Oktober 1964 

Finale der besten sechs: 22. Oktober 1964 

128 Teilnehmer aus 29 Ländern

### Ringe
| Platz | Land                          | Sportler          | Punkte |
| ----- | ----------------------------- | ----------------- | ------ |
| 1     | JPN                           | Takuji Hayata     | 19,475 |
| 2     | ITA                           | Franco Menichelli | 19,425 |
| 3     | URS                           | Boris Schachlin   | 19,400 |
| 4     | URS                           | Wiktor Leontjew   | 19,250 |
| 5     | JPN                           | Shūji Tsurumi     | 19,275 |
| 6     | JPN                           | Yukio Endō        | 19,250 |
|       | Ergebnis in der Qualifikation |                   |        |
| 12    | EUA                           | Siegfried Fülle   | 19,050 |
| 16    | EUA                           | Peter Weber       | 18,850 |
| 18    | EUA                           | Erwin Koppe       | 18,800 |
| 31    | EUA                           | Günter Lyhs       | 18,550 |
| 35    | EUA                           | Philipp Fürst     | 18,500 |
| 49    | EUA                           | Klaus Köste       | 18,250 |
| 81    | SUI                           | Walter Müller     | 17,500 |
| 91    | SUI                           | Gottlieb Fässler  | 17,200 |
| 91    | SUI                           | Fritz Feuz        | 17,200 |
| 98    | SUI                           | Fredy Egger       | 17,000 |
| 105   | SUI                           | Meinrad Berchtold | 16,700 |
| 110   | SUI                           | Franz Fäh         | 16,250 |

Qualifikation: 18. und 20. Oktober 1964 

Finale der besten sechs: 22. Oktober 1964 

128 Teilnehmer aus 29 Ländern

### Seitpferd
| Platz | Land                          | Sportler           | Punkte |
| ----- | ----------------------------- | ------------------ | ------ |
| 1     | YUG                           | Miroslav Cerar     | 19,525 |
| 2     | JPN                           | Shūji Tsurumi      | 19,325 |
| 3     | URS                           | Juri Zapenko       | 19,200 |
| 4     | JPN                           | Haruhiro Yamashita | 19,075 |
| 5     | NOR                           | Harald Wigaard     | 18,925 |
| 6     | JPN                           | Takashi Mitsukuri  | 18,650 |
|       | Ergebnis in der Qualifikation |                    |        |
| 11    | EUA                           | Siegfried Fülle    | 18,800 |
| 22    | EUA                           | Philipp Fürst      | 18,650 |
| 22    | SUI                           | Walter Müller      | 18,650 |
| 25    | EUA                           | Erwin Koppe        | 18,600 |
| 28    | SUI                           | Fritz Feuz         | 18,550 |
| 28    | EUA                           | Klaus Köste        | 18,550 |
| 40    | EUA                           | Peter Weber        | 18,400 |
| 50    | SUI                           | Fredy Egger        | 18,250 |
| 60    | SUI                           | Gottlieb Fässler   | 18,150 |
| 72    | EUA                           | Günter Lyhs        | 18,000 |
| 80    | SUI                           | Franz Fäh          | 17,800 |
| 99    | SUI                           | Meinrad Berchtold  | 16,900 |

Qualifikation: 18. und 20. Oktober 1964 

Finale der besten sechs: 22. Oktober 1964 

128 Teilnehmer aus 29 Ländern

## Ergebnisse Frauen

### Mannschaftsmehrkampf
| Platz | Land | Sportlerinnen                                                                                                | Punkte  |
| ----- | ---- | --- | ------- |
| 1     | URS  | Polina Astachowa, Ljudmila Gromowa, Larissa Latynina, Tamara Manina, Alena Waltschezkaja, Tamara Samotailowa | 380,890 |
| 2     | TCH  | Věra Čáslavská, Mária Krajčírová, Jána Posnerová, Hana Růžičková, Jaroslava Sedláčková, Adolfína Tkačíková   | 379,989 |
| 3     | JPN  | Toshiko Aihara, Ginko Chiba, Keiko Ikeda, Taniko Nakamura, Kiyoko Ono, Hiroko Tsuji                          | 377,889 |
| 4     | EUA  | Christel Felgner, Ingrid Föst, Karin Mannewitz, Birgit Radochla, Ute Starke, Barbara Stolz                   | 376,038 |
| 5     | HUN  | Anikó Ducza-Jánosi, Gyöngyi Mák-Kovács, Katalin Makray, Katalin Müller, Márta Tolnai-Erdős, Mária Tressel    | 375,455 |
| 6     | ROM  | Elena Ceampelea, Cristina Doboșan, Atanasia Ionescu, Sonia Iovan, Elena Leuștean, Emilia Vătășoiu            | 371,984 |
| 7     | POL  | Elżbieta Apostolska, Gerda Bryłka, Barbara Eustachiewicz, Dorota Miler, Gizela Niedurna, Małgorzata Wilczek  | 371,287 |
| 8     | SWE  | Solveig Egman-Andersson, Anne-Marie Lambert, Gerola Lindahl, Ulla Lindström, Anna Lundqvist, Ewa Rydell      | 367,888 |
| 9     | USA  | Kathleen Corrigan, Muriel Grossfeld, Dorothy McClements, Linda Metheny, Janice Speaks, Marie Walther         | 367,321 |
| 10    | AUS  | Janice Bedford, Valerie Buffham, Barbara Cage, Barbara Fletcher, Lynette Hancock, Valerie Roberts            | 342,325 |

Datum: 19. und 21. Oktober 1964 

60 Teilnehmerinnen aus 10 Ländern

### Einzelmehrkampf
| Platz | Land | Sportlerin          | Punkte |
| ----- | ---- | ------------------- | ------ |
| 1     | TCH  | Věra Čáslavská      | 77,564 |
| 2     | URS  | Larissa Latynina    | 76,998 |
| 3     | URS  | Polina Astachowa    | 76,965 |
| 4     | EUA  | Birgit Radochla     | 76,431 |
| 5     | TCH  | Hana Růžičková      | 76,097 |
| 6     | JPN  | Keiko Ikeda         | 76,031 |
| 7     | JPN  | Toshiko Aihara      | 75,997 |
| 8     | URS  | Alena Waltschezkaja | 75,765 |
| 9     | JPN  | Kiyoko Ono          | 75,665 |
| 10    | EUA  | Ute Starke          | 75,632 |
|       |      |                     |        |
| 12    | EUA  | Ingrid Föst         | 75,465 |
| 31    | EUA  | Karin Mannewitz     | 74,363 |
| 35    | EUA  | Christel Felgner    | 74,014 |
| 44    | EUA  | Barbara Stolz       | 73,430 |
| 61    | AUT  | Henriette Parzer    | 71,897 |

Datum: 19. und 21. Oktober 1964 

83 Teilnehmerinnen aus 24 Ländern

### Bodenturnen
| Platz | Land                          | Sportlerin         | Punkte |
| ----- | ----------------------------- | ------------------ | ------ |
| 1     | URS                           | Larissa Latynina   | 19,599 |
| 2     | URS                           | Polina Astachowa   | 19,500 |
| 3     | HUN                           | Anikó Ducza-Jánosi | 19,300 |
| 4     | EUA                           | Birgit Radochla    | 19,299 |
| 5     | EUA                           | Ingrid Föst        | 19,266 |
| 6     | TCH                           | Věra Čáslavská     | 19,099 |
|       | Ergebnis in der Qualifikation |                    |        |
| 13    | EUA                           | Ute Starke         | 18,933 |
| 25    | EUA                           | Karin Mannewitz    | 18,666 |
| 39    | EUA                           | Christel Felgner   | 18,499 |
| 49    | EUA                           | Barbara Stolz      | 18,266 |
| 56    | AUT                           | Henriette Parzer   | 18,132 |

Qualifikation: 19. und 21. Oktober 1964 

Finale der besten sechs: 22. Oktober 1964 

83 Teilnehmerinnen aus 24 Ländern

### Pferdsprung
| Platz | Land                          | Sportlerin          | Punkte |
| ----- | ----------------------------- | ------------------- | ------ |
| 1     | TCH                           | Věra Čáslavská      | 19,483 |
| 2     | URS                           | Larissa Latynina    | 19,283 |
| 2     | EUA                           | Birgit Radochla     | 19,283 |
| 4     | JPN                           | Toshiko Aihara      | 19,282 |
| 5     | URS                           | Alena Waltschezkaja | 19,149 |
| 6     | EUA                           | Ute Starke          | 19,116 |
|       | Ergebnis in der Qualifikation |                     |        |
| 8     | EUA                           | Ingrid Föst         | 19,000 |
| 30    | EUA                           | Christel Felgner    | 18,666 |
| 40    | EUA                           | Barbara Stolz       | 18,532 |
| 50    | EUA                           | Karin Mannewitz     | 18,432 |
| 47    | AUT                           | Henriette Parzer    | 18,433 |

Qualifikation: 19. und 21. Oktober 1964 

Finale der besten sechs: 22. Oktober 1964 

83 Teilnehmerinnen aus 24 Ländern

### Schwebebalken
| Platz | Land                          | Sportlerin       | Punkte |
| ----- | ----------------------------- | ---------------- | ------ |
| 1     | TCH                           | Věra Čáslavská   | 19,449 |
| 2     | URS                           | Tamara Manina    | 19,399 |
| 3     | URS                           | Larissa Latynina | 19,382 |
| 4     | URS                           | Polina Astachowa | 19,366 |
| 5     | TCH                           | Hana Růžičková   | 19,349 |
| 6     | JPN                           | Keiko Ikeda      | 19,216 |
|       | Ergebnis in der Qualifikation |                  |        |
| 9     | EUA                           | Birgit Radochla  | 18,933 |
| 17    | EUA                           | Ute Starke       | 18,733 |
| 26    | EUA                           | Ingrid Föst      | 18,666 |
| 31    | EUA                           | Karin Mannewitz  | 18,566 |
| 46    | EUA                           | Christel Felgner | 18,350 |
| 49    | EUA                           | Barbara Stolz    | 18,266 |
| 62    | AUT                           | Henriette Parzer | 18,033 |

Qualifikation: 19. und 21. Oktober 1964 

Finale der besten sechs: 22. Oktober 1964 

83 Teilnehmerinnen aus 24 Ländern

### Stufenbarren
| Platz | Land                          | Sportlerin         | Punkte |
| ----- | ----------------------------- | ------------------ | ------ |
| 1     | URS                           | Polina Astachowa   | 19,332 |
| 2     | HUN                           | Katalin Makray     | 19,216 |
| 3     | URS                           | Larissa Latynina   | 19,199 |
| 4     | JPN                           | Toshiko Aihara     | 18,782 |
| 5     | TCH                           | Věra Čáslavská     | 18,416 |
| 6     | URS                           | Tamara Samotailowa | 17,833 |
|       | Ergebnis in der Qualifikation |                    |        |
| 14    | EUA                           | Birgit Radochla    | 18,933 |
| 15    | EUA                           | Ute Starke         | 18,666 |
| 20    | EUA                           | Karin Mannewitz    | 18,699 |
| 21    | EUA                           | Ingrid Föst        | 18,666 |
| 33    | EUA                           | Christel Felgner   | 18,499 |
| 39    | EUA                           | Barbara Stolz      | 18,366 |
| 65    | AUT                           | Henriette Parzer   | 17,299 |

Qualifikation: 19. und 21. Oktober 1964 

Finale der besten sechs: 22. Oktober 1964 

83 Teilnehmerinnen aus 24 Ländern